# Limaciopsis
Limaciopsis (Engl.) è un genere di piante da fiore appartenente alla famiglia delle Menispermaceae.
Il suo areale nativo va dall'Africa tropicale centro occidentale all'Angola.
Specie:
- Limaciopsis loangensis Engl.